# بوبي فاغنر
بوبي فاغنر (بالإنجليزية: Bobby Wagner) (و. 1990  م) هو لاعب كرة قدم أمريكية، من الولايات المتحدة، ولد في لوس أنجلس، يلعب كظهير ‏.

## التعليم
تعلم في Colony High School ‏.

## روابط خارجية
- بوبي فاغنر على موقع مرجع كرة القدم المحترفة.كوم (الإنجليزية)